# 维利巴尔德·克雷斯
维利巴尔德·克雷斯（德語：Willibald Kreß，1906年11月13日—1989年1月27日），德国男子足球运动员，场上位置是守门员，1929年加入国家队。他曾代表德国国家队参加1934年国际足联世界杯，结果获得季军。